# Bene Gesserit (groupe)
Pour l’article homonyme, voir Bene Gesserit.
 (mars 2025).
Motif : Groupe musical belge dont la notoriété n'est pas certaine. Quelques sources (surtout des blogs et sources primaires) ; l'interwiki en langue flamande fait moins de 3000 octets et contient peu de sources.
- Archive Wikiwix
- Bing
- Cairn
- DuckDuckGo
- E. Universalis
- Gallica
- Google
- G. Books
- G. News
- G. Scholar
- Persée
- Qwant
- (zh) Baidu
- (ru) Yandex
- (wd) trouver des œuvres sur Wikidata

| 1. | Préciser le motif de la pose du bandeau. | Précisez le motif de la pose du bandeau en utilisant la syntaxe suivante : {{admissibilité à vérifier\|date=mars 2025\|motif=remplacez ce texte par le motif}}                              |
| 2. | Informer les utilisateurs concernés.     | Pensez à avertir le créateur de l'article, par exemple, en insérant le code ci-dessous sur sa page de discussion : {{subst:avertissement admissibilité à vérifier\|Bene Gesserit (groupe)}} |

Bene Gesserit est un groupe belge de pop underground, actif depuis les années 1980. Il est composé de Alain Neffe (B. Ghola, musique) et de sa femme Nadine Bal (Benedict G, chant), ancien manager du groupe Pseudo Code. 
Le nom du groupe est un hommage à l'ordre Bene Gesserit du cycle des romans Dune de Frank Herbert. Le groupe a sorti une première cassette (Best Of!), se présentant comme un groupe suisse, avec une fausse biographie.

## Musique Do It Yourself
Avec leur label Insane Music, sis à Trazegnies, créé au départ pour promouvoir leur propre musique après des déconvenues financières avec les labels belges, ils ont été des animateurs très importants de la musique underground Diy des années 1980, à travers les nombreuses compilation cassettes Insane Music For Insane People (24 volumes) et Home Made Music For Home Made People (8 volumes) qu'ils ont publié et leurs participations musicales à celles d'autres labels. Insane Music a publié 45 cassettes (42 d'entre elles ont été republiées en CDR).
Dans une entrevue en 2008, Alain Neffe revient sur l'utilité de la cassette dans le mouvement DIY : « C'était principalement une affaire de coûts. [...] Je pouvais copier les cassettes à la demande. [...] Il y avait moins de frais de port. [...] Vous pouviez faire des couvertures peu onéreuses en photocopie. [...] Enfin, la cassette pouvait durer plus longtemps qu'un vinyl et être vendue moins chère. »
Bene Gesserit et ses différentes incarnations sont cités plusieurs fois dans le texte séminal de Dave Henderson pour Sounds, Wild Planet!, qui fait le point sur le mouvement DIY en 1983.

## Autres formations musicales
Alain Neffe a joué aussi avec Pseudo Code (Xavier Stenmans (Xavier S.), Alain Neffe, Guy-Marc Hinant (cinéaste et fondateur du label Sub Rosa), Subject, Cortex, Human Dance, I Scream (Alain), Japanese Genius, M.A.L. (Alain Neffe, Daniel Malempré), Sic, avec André Gauditiaubois (poète wallon),  Viola Kramer, Chopstick Sisters (Alain, Nadine et Anna Homler) et Human Flesh (Alain avec des invités), ainsi qu'avec des groupes belges des années 1970 : Kosmose (avec Guy-Marc Hinant, futur Pseudo Code) , SIC, Cosmic Tourists, Katalepsic.

## Depuis le milieu des années 2000
Les diverses incarnations des groupes Insane Music profitent du regain d'intérêt pour les formations d'électronique minimale des années 1980 et des sorties en vinyle ont été faites par les labels dédiés à ce phénomène comme WSDP et Minimal Wave, ainsi que des CD chez l'historique EE Tapes.
En juin 2008, BeNe GeSSeRiT sort un CD de compositions récentes, Les Vleurs du Bal, « 20 interprétations très libres et variées des poésies & proses de Baudelaire ».

### Discographie partielle

#### Cassettes
- 1980. Pseudo Code - Potlatch Music Vol. 1, Cassette, Sandwich Records (Belgique), SR06.
- 1981. Pseudo Code - Potlatch Music Vol. 2, Cassette, Sandwich Records (Belgique), SR15.
- 1982. Bene Gesserit - Postcards From Arrakis, Cassette C30, Ding Dong Records And Tapes (Pays-Bas), DDC 006.
- ?. Bene Gesserit - Edge Of Darkness, Cassette C60, Third Mind Records (Royaume-Uni), TMT 12. Similaire à Live, Cassette, Insane Music (Belgique), INS 21.

#### Simples
- 1980. Pseudo Code - Far Away From My Own Land, 45 tours, Sandwich Records (Belgique), SR03.
- 1981. Pseudo Code - Moon Effect, 45 tours, Sandwich Records (Belgique), SR10.
- 1982. Bene Gesserit - Kidnapping/Orchestral Story, 45 tours, Grafika Discs (Belgique), Fi3.
- ?. Bene Gesserit / Lelu/Lu's - Split, 45 tours, Insane Music (Belgique), INS 38.
- 2006. Pseudo Code - Light, 25cm, WSDP (Allemagne), WSDP 106.
- 2010. Pseudo Code Vs Excepter – Split, mici-cd, 777 Was 666 (Japon), #777-014. PC concert au Cool Gate, Bruxelles, 1981.

#### Albums
- 1982. Pseudo Code - Europa, 33 tours, Insane Music/Pseudo Records (Belgique), INS 23, PCE 001.
- 1984. Bene Gesserit - A High, Happy, Perverse, and Cynical Cry of Joy, 33 tours, Insane Music (Belgique), INS 26.
- ?. Human Flesh - The 35th Human Attempt, 33 tours, Insane Music (Belgique), INS 27.
- 1987. Bene Gesserit - Fashion Is A Dirty Word, 33 tours, Dead Man's Curve (Royaume-Uni), DMC 021.
- 2005. Bene Gesserit - Music For The Fun Of It, 33 tours, WSDP (Allemagne), WSDP 104.
- 2006. Pseudo Code - Light, 25 cm, WSDP (Allemagne), WSDP 106.
- 2007. Human Flesh - Penumbra. CD, EE Tapes (Belgique), EE10.
- 2008. BeNe GeSSeRiT - Les Vleurs du Bal, CD, Jardin Au Fou (France).
- 2010. Bene Gesserit – First Time In Aachen, CD, EE21, EETapes (Belgique). "Live at The Malteserkeller Jazz Club, Aachen, Germany, 11/11/1990"
- 2010. Pseudo Code - Slaughter In A Tiny Place, 2x33t, Sub Rosa (Belgique), SRV298.
- 2011. BeNe GeSSeRiT – HaLF-UNReLeaSeD MaDNeSS', 33 tours, OS13, OnderStroom Records (Belgique).
- 2011. Human Flesh – Second Hand Emotions And Half Forgotten Feelings, 33 tours, OS14, OnderStroom Records (Belgique).

#### Compilations
- 1980. Topless Game, 33 tours, KP's Records, KP 600. Avec Subject et Bene Gesserit.
- 1981. B9, 33 tours, Sandwich Records, SR07. 1 titre de Pseudo Code.
- 1982. Four In One, 33 tours, Grafika Discs, Fi1. Avec Subject, Bene Gesserit.
- 1983. 40 Days / 40 Nights, 33 tours, Stratosphere Music (Japon). Avec Pseudo Code, Bene Gesserit, Human Flesh.
- 1984. Voices Notes & Noise, 33 tours, Recommended Music (Allemagne), RM 01. Avec Human Flesh.
- 1984. Sound Cosmodel, 33 tours, Atelier Peyotl (Japon). Titres de Pseudo Code, Human Flesh, Cortex, Bene Gesserit, Subject, I Scream.
- 1984. Three Minute Symphony, 2x33 tours, X Tract (Royaume-Uni), XX 002. Avec Bene Gesserit, Human Flesh.
- 1985. SNX, 4x33 tours + 1 45 tours, Hawaï (France), HAWAII 006. Avec Human Flesh.
- 1985. Pas De Deux, 33 tours, Auxilio De Cientos (Espagne), AUX02. Avec Bene Gesserit.
- 1985. Terra Incognita I, 33 tours, Auxilio De Cientos (Espagne), AUX03. Avec Bene Gesserit.
- 1985. L'Enfer Est Intime Volume 2, 2x33 tours, VP 231 (France), VP 231 F. Avec Human Flesh.
- 1986. An Der Schönen Blauen Donau, 33 tours, Home Produkt (Belgique), GT 011. Avec Bene Gesserit.
- 1986. Let The Pigeons In, Frux (Royaume-Uni), FruxLP 02. Avec Bene Gesserit.
- 1986. Music From The Dead Zone One : Europe, Dead Man's Curve (Royaume-Uni), DMC DZ 01. Avec Bene Gesserit.
- 1986. Strength, 33 tours, Azteco Records (Italie), AZTECO A-003. Avec Human Flesh.
- 1987. Driving Me Backwards, 2x33 tours, Dead Man's Curve (Royaume-Uni), DMC DOUBLE CURVE ONE. Avec Bene Gesserit.
- 1987. Insane Music For Insane People Vol. 13, 33 tours, Insane Music, INS 37. Avec Bene Gesserit, Alain Neffe, Human Flesh.
- 1987. Just A Love Song, 33 tours, Old Europa Cafe (Italie), OELP 001. Avec Bene Gesserit.
- 1988. Coal Heart For Ever, 33 tours, Sub Rosa (Belgique), SUB 33011-16. Avec Pseudo Code.
- 1989. A Conclusion Of Unrestrained Philosophy, CD, Livevil Compact Discs (Japon), LMCD-1040. Avec Bene Gesserit, Human Flesh.
- 1991. E.P. Rayé, 45 tours, ADM 19975/TW 102 (Pays-Bas). Avec Bene Gesserit, B.G.
- 1992. Falling Dreams, CD, Opción Sónica (Mexique), OPCD01. Avec Bene Gesserit.
- 1992. Memorial Elvis Project, CD, Odd Size (France), CD OS 03. Avec Bene Gesserit.
- 1992. Tecnologie Del Movimento II, CD, Hax (Italie), HAX 05. Avec Human Flesh.
- 1999. Instants Inquiets 2, CD, Euterpe (France), EU005. Avec Bene Gesserit.
- 2006. Limites Sonores, Les Vertus De L'Inaudible, CD, La Volte (France), 12-4. Avec Bene Gesserit, Human Flesh.
- 2006. The Lost Tapes, 33 tours, Minimal Wave (Allemagne), MW003. Avec Bene Gesserit.
- 2007. B9 Bis, CD, LTM Publishing (Les Temps Modernes, LTMCD 2486. 1 titre de Pseudo Code.
- 2007. This Is An Insane Insane World, 33 tours, WSDP (Allemagne), WSDP 114. Avec Subject, Bene Gesserit, Human Flesh, Pseudo Code, The Other Side Of Human Flesh.
- 2009. Bene Gesserit / Human Flesh / Pseudo Code / Subject / I Scream – The Insane Box, 4x 33tours + un 45 tours, VOD59, Vinyl On Demand (Allemagne).